# Marko Jeruzalemski
Marko (Marcus; Mahalija; ? – 156.) bio je šesnaesti biskup Jeruzalema, koji se tada zvao Aelia Capitolina. Za razliku od prijašnjih biskupa, Marko nije bio Židov, a biskup je postao godine 135.
Prema spisima armenskog kroničara Mojsija Khorenatsija, Markov tajnik najvjerojatnije je bio Ariston iz Pele, ali nije poznato koji je izvor Mojsije iskoristio da bi dobio tu informaciju.
Markovo se ime nalazi na katoličkom popisu mučenika te je njegov spomendan 22. listopada. Nasljednik mu je bio biskup Kasijan Jeruzalemski.